# Marko Marulić
Ilustração de 1903
Marko Marulić Splićanin (hr; em latim: Marcus Marulus Spalatensis; 18 de agosto de 1450 – 5 de janeiro de 1524) foi um poeta, advogado, juiz e humanista renascentista croata. 

## Carreira
Ele é o poeta nacional da Croácia. Segundo George J. Gutsche, o poema épico de Marulić, Judita, "é o primeiro poema longo em croata" e "dá a Marulić uma posição em sua própria literatura comparável a Dante na Literatura italiana". A poesia latina de Marulić é de qualidade tão alta que seus contemporâneos o chamaram de "O Virgílio Cristão". Ele foi chamado de "coroa da era medieval croata", o "pai do Renascimento croata", e "O Pai da literatura croata".
O estudioso de Marulić, Bratislav Lučin, observa que ele era versado tanto na Bíblia cristã quanto nos Padres da Igreja. Ao mesmo tempo, Marulić também leu atentamente os clássicos gregos e latinos pré-cristãos. Ele leu e interpretou epigramas latinos, escreveu glosas sobre a poesia erótica de Catulo, leu o Satíricon de Petrônio, e admirou Erasmo de Roterdã. Marulić também compôs elegias humanistas, poesia satírica, epigramas eróticos inspirados por Ovídio, e poesia cristã latina inspirada não apenas nos épicos de Homero e Virgílio, mas também em Lucano, Estácio, Faltonia Betitia Proba, Juvenco, Venâncio Fortunato, Cipriano Galo, Célio Sedúlio, e muitos outros escritores pagãos e cristãos na mesma língua.
Segundo Franz Posset, Marulić aspirava ao ideal humanista renascentista do uomo universale ("homem universal"). Para isso, ele se interessou por pintura e desenho, história local e nacional, línguas e poesia. Seu objetivo principal sempre permaneceu a renovatio Christiana ("A Renovação do Cristianismo"), conforme representado pela futura Contrarreforma. Assim, como muitos outros humanistas renascentistas que compartilhavam suas visões, Marulić denunciou a simonia e a imoralidade entre padres católicos e membros da hierarquia em linguagem muitas vezes violenta ao longo de seus escritos.
Embora Marulić e Martinho Lutero tenham vivido na mesma época e tenham sido publicados por dois dos mesmos impressores de Basileia, seus escritos coletados não mencionam um ao outro. Na ausência de evidências em contrário, deve-se presumir que ambos os teólogos simplesmente não tinham conhecimento da existência do outro. Ao mesmo tempo, ambos compartilhavam uma crença comum na Evangelica Veritas ("Verdade Evangélica") e na "teologia para a piedade". Ambos construíram suas teologias diferentes sobre a formação semelhante que receberam no escolasticismo, no humanismo renascentista e na Devotio Moderna. Como outros humanistas renascentistas, como Johann Reuchlin, Erasmo de Roterdã, Thomas More, John Fisher, Juan Luis Vives e Paolo Riccio, no entanto, Marko Marulić permaneceu comprometido com uma renovação interna do catolicismo e leal à Santa Sé, enquanto Martinho Lutero e seus seguidores não.
O trabalho de Marulić foi admirado tanto por muitos dos maiores e mais influentes santos católicos da Contrarreforma quanto, como muito do que Marulić escreveu podia ser lido sem violar a sola scriptura, por gerações de fiéis no protestantismo.
Seus escritos em latim renascentista, uma vez adorados e invejados em toda a Europa, compartilharam o destino que atingiu a maior parte da literatura humanista renascentista e caíram no esquecimento. Segundo Lučin, no entanto, o passar do tempo revelou lentamente a importante rede de influência que o poeta e escritor teceu por toda a Europa e muito além de suas fronteiras. Os escritos de Marulić foram admirados por clérigos como os santos Francisco Xavier, Francisco de Sales, Pedro Canísio e Carlos Borromeu, por monarcas e estadistas como Rei Henrique VIII, Thomas More e Imperador Carlos V, imitados por poetas como Jan Dantyszek, Conrad Peutinger e Francisco de Quevedo, e traduzidos para versos vernáculos por outros poetas, incluindo Frei Luís de León, São Philip Howard, Rhina Espaillat, e Edward Mulholland. Além disso, manuscritos de obras de Marulić anteriormente considerados perdidos, como seu poema épico cristão Davidiad em 1952, sua tradução literária latino-croata de A Imitação de Cristo de Tomás de Kempis em 1989, e o Códice de Glasgow em 1995, continuam a ressurgir e a ser publicados pela primeira vez.
Um dos livros de Marulić publicado na década de 1510 também é a primeira vez que uma obra literária usou o termo "psicologia". Mais recentemente, o Papa João Paulo II citou um poema de Marulić durante sua visita apostólica a Solin em 1998.

## Obra literária
Figura central do círculo humanista em Split, Marulić foi inspirado pela Bíblia, escritores antigos e hagiografias cristãs. Os principais temas de seus escritos eram de natureza teológica cristã. Ele escreveu muitos poemas, discussões sobre teologia e ética cristã, contos e poesia épica. Escreveu em três idiomas: latim renascentista (mais de 80% de sua obra sobrevivente), croata e italiano (três cartas e dois sonetos são preservados).

### Obras em croata

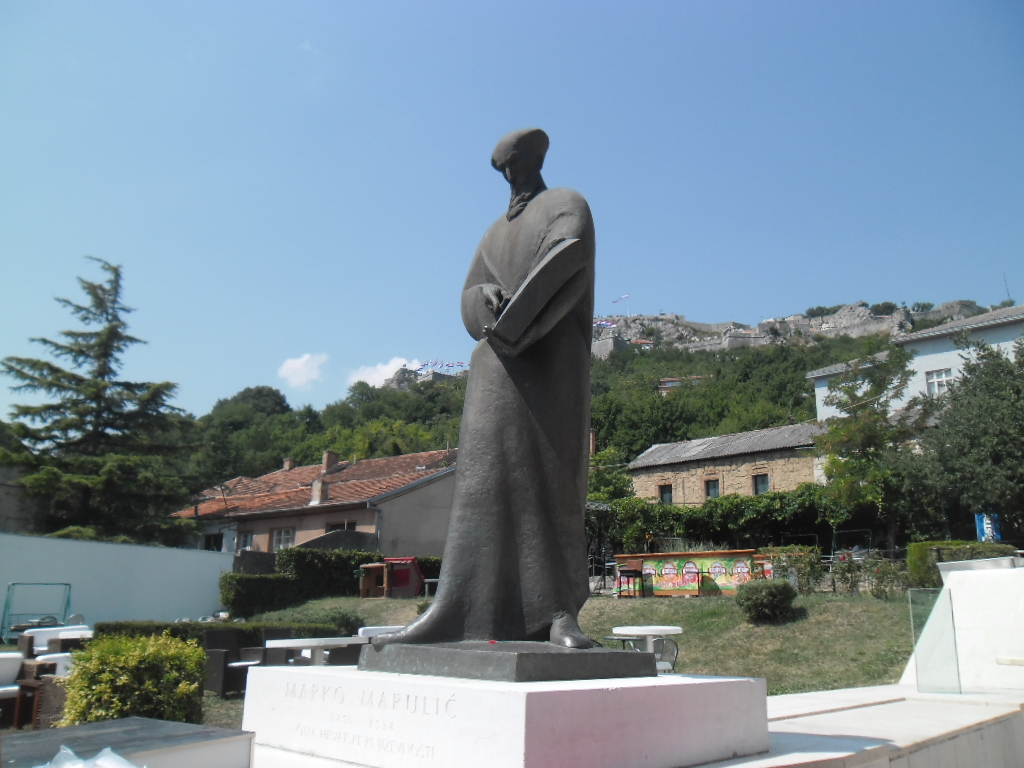
Monumento em Knin.

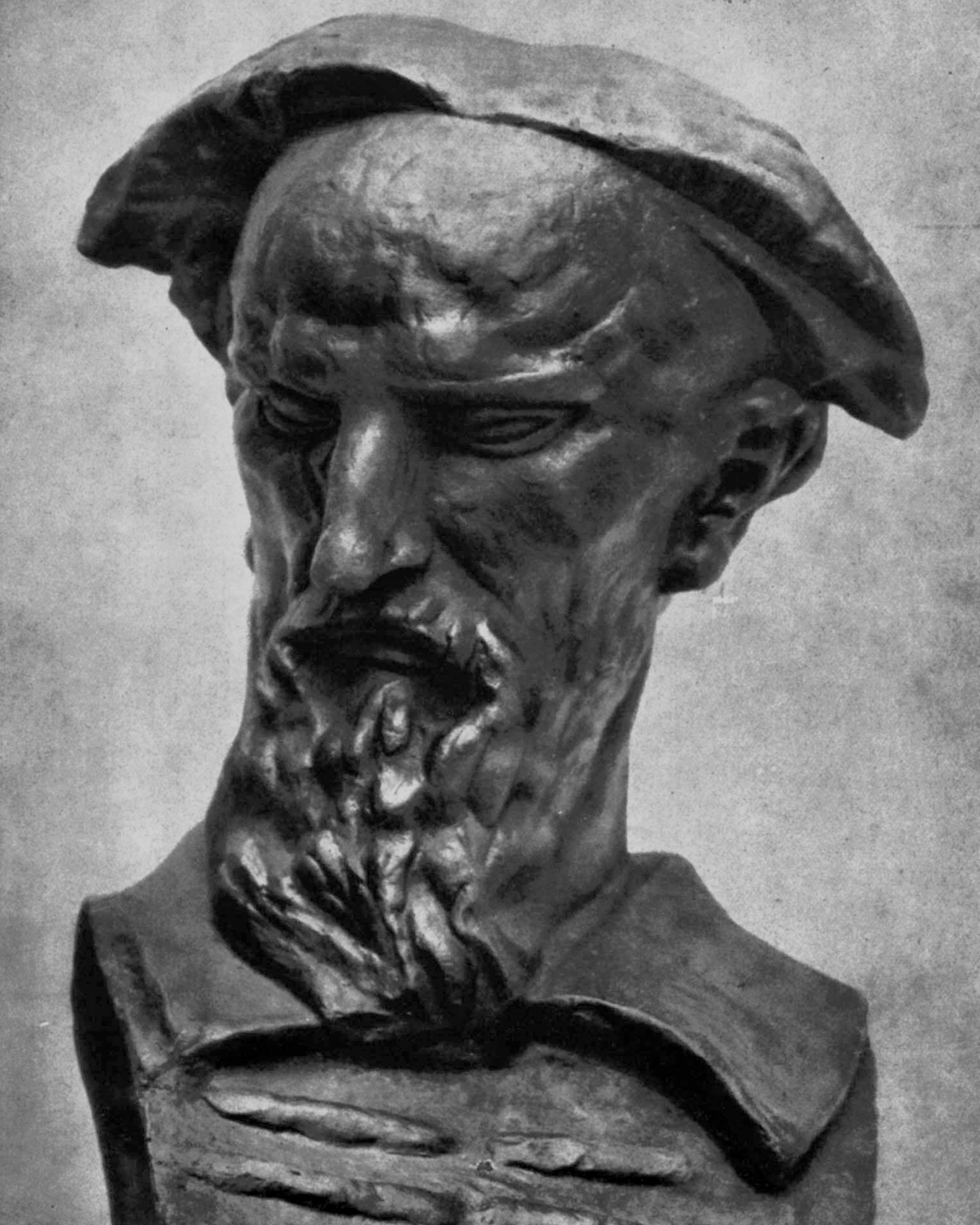
Busto de Marko Marulić por Ivan Meštrović em Split.

Em suas obras em língua croata, Marulić alcançou um status e posição permanentes que permanecem incontestados. Sua principal obra croata, o poema épico Judita (Libar Marca Marula Splichianina V chomse sdarsi Istoria Sfete udouice Iudit u uersih haruacchi slosena chacho ona ubi uoiuodu Olopherna Posridu uoische gnegoue i oslodobi puch israelschi od ueliche pogibili), escrito em 1501 e publicado em Veneza em 1521, baseia-se no conto bíblico do Livro deuterocanônico de Judite, escrito no dialeto čakaviano, sua língua materna, e descrito por ele como u versi haruacchi slozhena ("arranjado em estrofes croatas"). Suas outras obras em croata são:
- Suzana – um poema bíblico em 780 versos, baseado no relato do Livro de Daniel sobre Susana, a judia babilônica que foi falsamente acusada de adultério e como sua inocência foi provada, salvando-a do apedrejamento pela intervenção oportuna do profeta Daniel.
- Poklad i korizma (Carnaval e Quaresma), Spovid koludric od sedam smrtnih grihov ("Confissão de uma Freira sobre os Sete Pecados Mortais"), Anka satir (Anka: Uma Sátira) – poesia secular e poesia dedicada à sua irmã Bira.
- Tužen'je grada Hjerosolima (Lamento de Jerusalém) – lamentações anti-turcas.
- Molitva suprotiva Turkom ("Uma Oração Contra os Turcos") – poema em 172 estrofes dodecassilábicas com rimas duplas, de tema anti-turco, escrito entre 1493 e 1500. O poema contém o acróstico oculto Solus deus potes nos liberare de tribulatione inimicorum nostrorum Turcorum sua potentia infinita ("Só Deus com seu poder infinito pode nos salvar da miséria de nossos inimigos, os turcos"), descoberto por Luko Paljetak. Acredita-se que mostra a influência da Elegija o pustošenju Šibenskog polja de Juraj Šižgorić e da canção medieval Spasi, Marije, tvojih vjernih do miscelânea de Tkon. O poema de Marulić, por sua vez, influenciou Planine de Zoranić – o primeiro romance croata, no qual ganka pastira Marula alude aos turcos, e também a Petar Lučić e sua obra Molitva Bogu protiv Turkom, e Pjesni zuper Turke de Primož Trubar.[23]

O historiador americano John Van Antwerp Fine, Jr. enfatiza que Marulić pertence a um grupo de humanistas e clérigos colocados no campo "croata" que, pelo menos no momento em que escreveram seus textos, não pareciam ter uma identidade étnica croata. No entanto, deve-se notar que uma revisão crítica da obra de Fine destacou conclusões subjetivas. Neven Budak, da Universidade de Zagreb, observou "preconceitos ideológicos", "omissão de fatos históricos" e "conclusões preconcebidas" devido ao suposto viés pessoal de Fine em relação à ex-Iugoslávia e seus vários grupos étnicos.

### Obras em latim

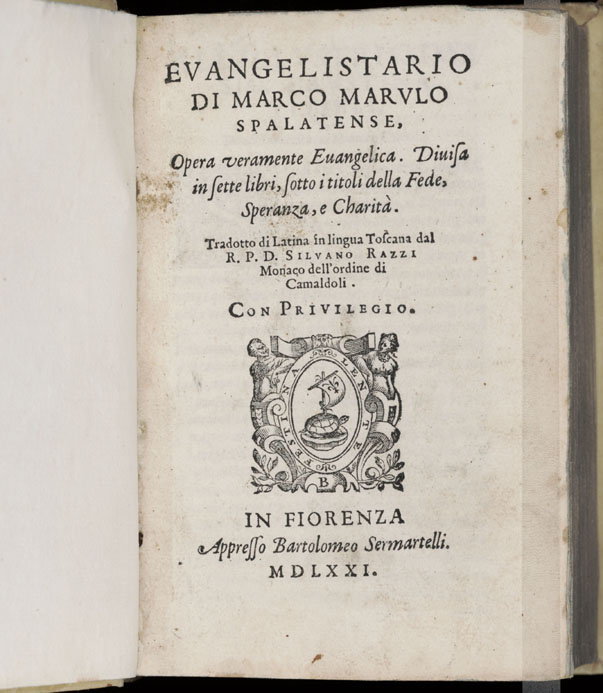
Capa do Evangelistarium de Marulić, edição de 1571 em toscano, traduzida por Silvano Razzi do original latino.

A fama europeia de Marulić baseou-se principalmente em suas obras escritas em latim renascentista, que foram repetidamente reeditadas.
Seu Psichiologia de ratione animae humanae, escrito entre 1510 e 1517, contém a mais antiga referência literária conhecida ao termo psicologia.

Em 1517, Marulić completou a Davidiad, um poema épico que recontava a história do Antigo Testamento sobre o Rei Davi em latim virgiliano, com múltiplas referências à mitologia grega e romana. Além das pequenas porções que tentam lembrar Homero, a Davidiad é fortemente modelada na Eneida de Virgílio. Na verdade, a obra era tão dependente da Eneida que os contemporâneos de Marulić o chamavam de "Virgílio cristão de Split". O filólogo sérvio-americano Miroslav Marcovich também detecta "a influência de Ovídio, Lucano e Estácio" na obra.

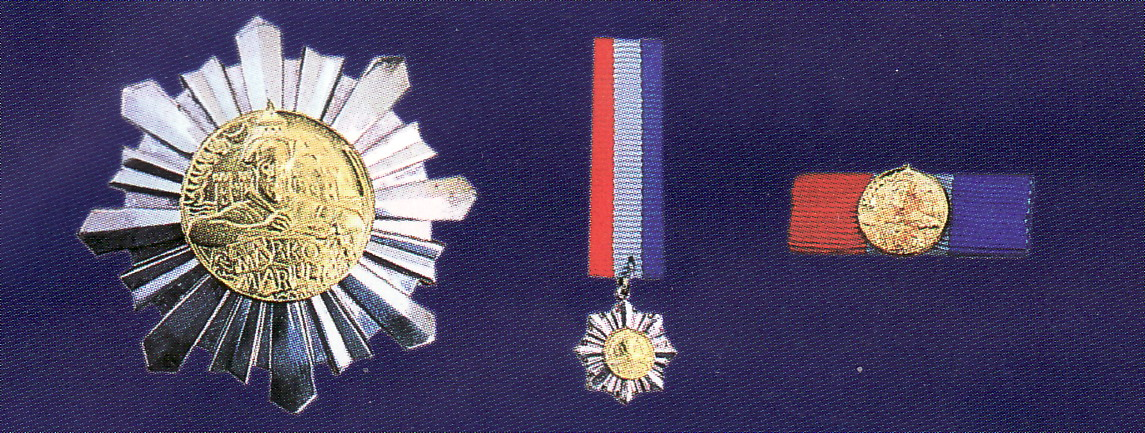
A Ordem de Danica Hrvatska com o rosto de Marko Marulić é uma condecoração estatal croata concedida por méritos especiais na cultura.

A Davidiad foi considerada perdida até 1567 e permaneceu assim por muito tempo. Após uma busca de quase dois séculos por estudiosos da literatura croata em bibliotecas e arquivos em toda a Europa, o manuscrito original de Marulić (Ms. T) ressurgiu na Biblioteca Nacional da Universidade de Turim em 1922. A notícia de sua existência e o fato de nunca ter sido publicado antes foi divulgada no meio acadêmico clássico por Carlo Dionisotti em 1952. A editio princeps foi publicada por Josip Badalić da Academia Iugoslava de Ciências e Artes em 1954, mas essa obra "provou ser um fracasso", pois versos inteiros foram omitidos e muitas palavras foram mal interpretadas pelo editor. Vários anos depois, em 1957, Miroslav Marcovich superou muitas das dificuldades que assolaram o trabalho de Badalić e produziu uma edição crítica mais utilizável. O latinista Veljko Gortan acabou corrigindo cerca de 50 casos de palavras mal lidas e publicou sua própria edição crítica em 1974. Uma tradução literária da Davidiad para hexâmetros croatas foi feita por Branimir Glavačić e publicada junto com o original latim como parte da edição de Veljko Gortan em 1974.

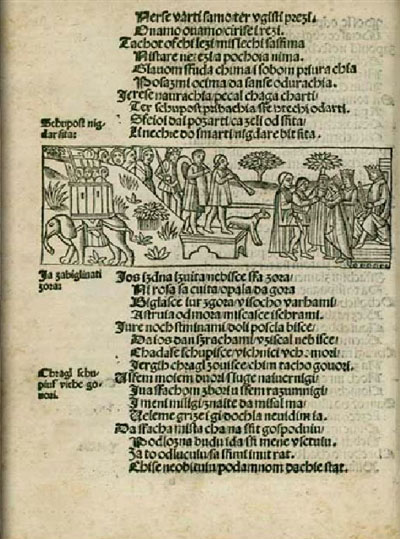
Ilustração de Marko Marulić para Judita, página da segunda edição, Zadar 1522.

Marulić foi ativo nas lutas contra os turcos otomanos, que invadiam as terras croatas naquela época. Para isso, escreveu uma Epistola em latim para o Papa Adriano VI e implorou por ajuda na luta contra os otomanos. Em seu epigrama In discordiam principium Christianorum ("Contra a Discórdia entre os Príncipes Cristãos"), Marulić denunciou os monarcas da Europa por guerrearem entre si em um momento em que o Sultão do Império Otomano e os janízaros estavam invadindo a Cristandade.

### Códice de Glasgow
Um manuscrito de Marulić encontrado na Biblioteca da Universidade de Glasgow lançou nova luz sobre sua obra e persona. Foi descoberto em 1995 por Darko Novaković, que afirmou que, em comparação com os carmina minora conhecidos de Marulić, os poemas no códice introduzem três novidades temáticas. Epigramas satíricos inesperadamente veementes são apresentados, e a intensidade de seu impulso satírico é surpreendente, mesmo em poemas convencionais como epitáfios. Três poemas revelam seu amor pelos animais. A maior revelação são os versos que mostram Marulić como autor de poemas de amor. Esse aspecto representa o desafio mais sério à imagem tradicional do poeta: o último epigrama da coleção é um verdadeiro Priapeum marcado por ambiguidade lasciva.

## Artista visual
De acordo com Fisković, Marulić era um ilustrador talentoso. Em seu testamento, ele deixou para sua irmã um livro que ilustrou e concebeu A segunda edição de Judita, preparada pelo editor de Zadar Jerolim Mirković, datada de 30 de maio de 1522, é adornada com nove xilogravuras, a última das quais é assinada com "M". Supõe-se que as ilustrações foram criadas pelo próprio Marulić.